# 8 pluviôse
8 nivôse 8 ventôse
L'octidi 8 pluviôse, officiellement dénommé jour du mézéréon, est le 128e jour de l'année du calendrier républicain.
C'était généralement le 27e jour du mois de janvier dans le calendrier grégorien.